# Grobnik (Slunj)
Grobnik is een plaats in de gemeente Slunj in de Kroatische provincie Karlovac. De plaats telt 28 inwoners (2001).